# Федорин, Порфирий Иванович
Порфирий Иванович Федорин — русский художник, представитель жанров виженари арт и космогонический сюрреализм.

## Биография
Родился 12 ноября 1986 года в Москве. Мать Порфирия была ветеринарным врачом, отец занимался бизнесом. Благодаря увлечениям старшего поколения, в семье царила творческая атмосфера. Порфирий с детства увлекался историей, музыкой, литературой и живописью.
В подростковом возрасте организовал панк-рок группу, где был исполнителем и автором песен.
В 2002 году поступил в иконописное училище, в котором не завершил обучение по идеологическим причинам. Серьёзно и основательно начал заниматься живописью в 2004 году.
В 2007 году Порфирий присоединился к арт-группе ПВХ («Просто Великие Художники»), участниками которой на тот момент были Виктор Пузо, Алексей Сергеев и Борис Акимов. В составе ПВХ Порфирий начинает выставочную деятельность в России и за границей.
В этот период проходят выставки в Зверевском Центре современного искусства, Третьяковской галерее на Крымском валу, галерее Петерсон, ЦДХ, ВВЦ и многих других.
В период с 2010 по 2014 годы Порфирий участвует в ряде выставочных проектов с группой Колдовские художники.
В 2014 году Порфирий с женой и ребёнком переезжает в Санкт-Петербург, где живёт на Васильевском острове. Здесь начинается пейзажный период.
В музее современного искусства Эрарта проходит персональная выставка Порфирия Федорина «Космогония», посвящённая созданию и становлению миров, отличных от нашего.

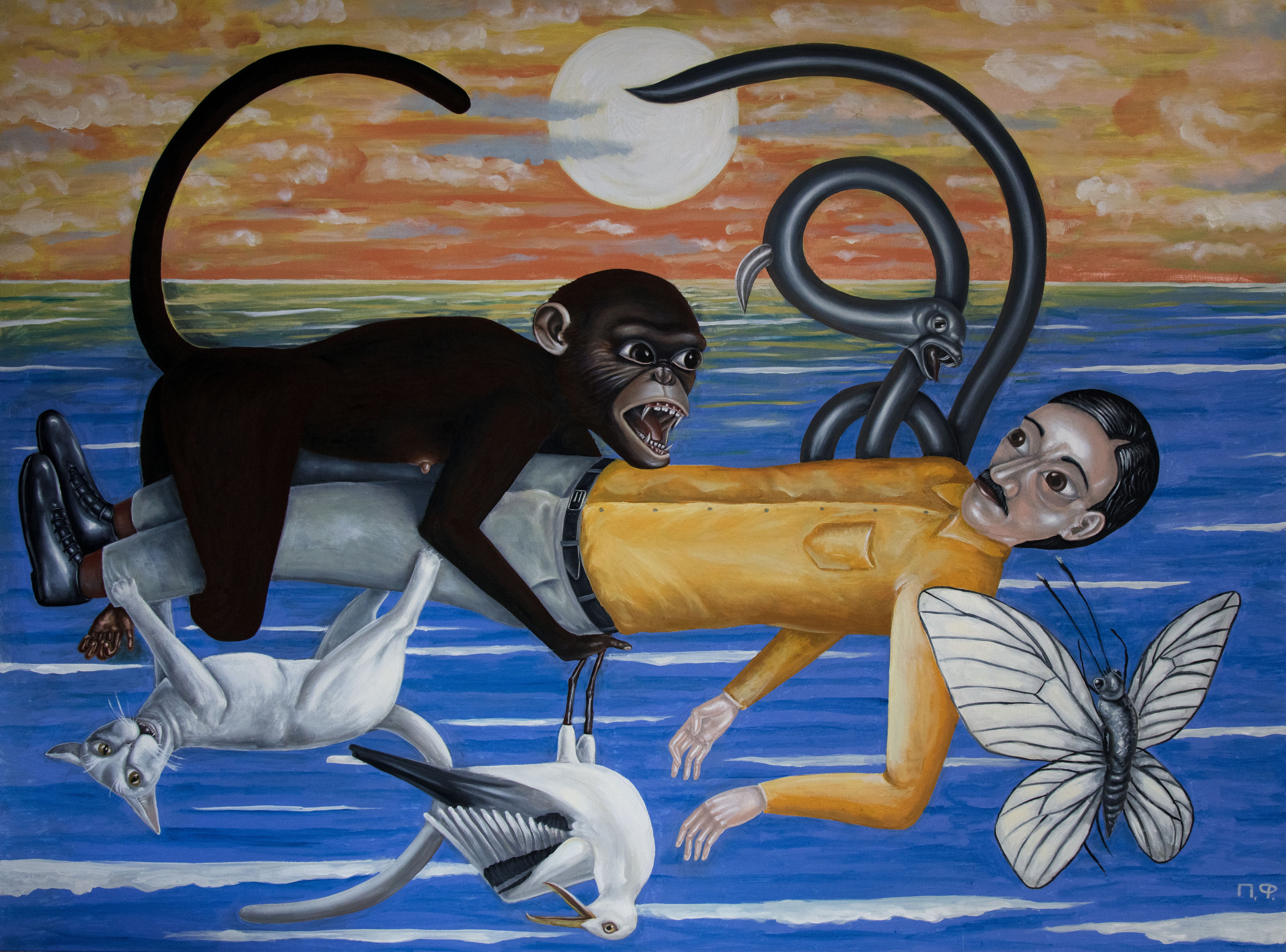
Преодоление гравитации, холст, масло, 2019

Музей Эрарта, Музей искусств Санкт-Петербурга и Одесский художественный музей пополнили свои коллекции картинами Порфирия Федорина.
Вернувшись в Москву в 2018 году, Порфирий продолжает работу вне художественных объединений, в своей мастерской.
Одной из самых известных работ последнего периода является «Преодоление гравитации», впервые показанная на выставке в музее Роснано.

## Семья
Порфирий Федорин в браке с фотохудожницей Ольгой Шкварун. В 2011 году у пары родилась дочь Алиса. Есть два кота — Кузя и Кумар.

## Выставки
- «Русский Космос» — Зверевский центр современного искусства, Москва, 2008
- «Свинство» — галерея 11 комнат, Самара, 2008
- «Некрополь» — ВВЦ, Москва, 2008
- «В таблоид» — Зверевский центр современного искусства, Москва, 2009
- «Жопа» — галерея Петерсон, Москва, 2009
- «Старуха» — галерея Петерсон, Москва, 2010
- «Либидо» — ЦДХ, Москва, 2010
- «Санаторий Искусств» — Третьяковская галерея на Крымском валу, Москва, 2010
- «Невыносимая свобода творчества» — ВДНХ, Москва, 2010
- «Лабиринт Современности» — ВДНХ, Москва, 2010
- «Либидо» — Музей Митьков, СПБ, 2010
- «Паддингтон #4» — Рускомплект, СПБ, 2010
- «Паддингтон #4» — Фабрика Октябрь, Москва, 2010
- «КОЛХУИ» выставка плотен и объектов" — Выставочный центр Диалог, Великий Новгород, 2011
- «LIBIDO» — Ruine Galerie, Женева, 2011
- «Тарелка Прохора» — ЧиталКафе, Москва, 2011
- «Ленивые голубцы» — Галерея 180 м, Москва, 2012
- «Торжество Каиссы. Посвящение Марселю Дюшану» — Третьяковская галерея на Крымском валу, Москва, 2012
- «Повышенная культура быта» — Музей Митьков, СПБ, 2012
- «Митьки и космос» — Мемориальный музей космонавтики, Москва, 2012
- «Митьки и космос» — Выставочный зал Звёздного городка, Звёздный городок, 2012
- «Митьки и космос» — Королёвский исторический музей, Королёв, 2012
- «Митьки и космос» — Себежский краеведческий музей, Себеж, 2012
- «Митьки. Рождественская выставка» — Музей Митьков, СПБ, 2013
- «Городские маргиналы. Митьки в городе» — Литклуб, СПБ, 2013
- «Митьки и космос» — Красногорская картинная галерея, Красногорск, 2013
- «Ночь Музеев» — Митьки-арт-центр, СПБ, 2013
- «ПОРТРЕТы АНФАС и в ПРОФИЛЬ» — Митьки-арт-центр, СПБ, 2013
- «ПВХ+СВХ. Довга нога Москви» — Галерея Бактерия, Киев, 2013
- «MICRO OPERE IN MOSTRA» — Galleria Vista, Рим, 2013
- «Show Flash» — Galleria Vista, Рим, 2013
- «Митьковский плакат» — Музей Митьков, СПБ, 2013
- «Митьковский плакат» — ЦДХ, Москва, 2013
- «Космогония» — До-галерея, СПБ, 2013.
- «Митьковский плакат» — Малый Манеж, СПБ, 2014
- «Casus Pacis» — Музей уличного искусства (MANIFESTA 10), СПБ, 2014
- «Портрет семьи» — Государственный Русский музей, СПБ, 2014
- «Аблакаты Балалайкина» — Эрарта, СПБ, 2014
- «Космогония» — Эрарта, СПБ, 2015[5]
- «Фантастика в быту» — Эрарта, СПБ, 2017
- «Радикальная текучесть. Гротеск в искусстве» — МИСП, СПБ, 2018
- «Путешествия по снам» — Галерея ARTSTOR, Москва, 2019
- «Актуальная Россия» — Всероссийский музей декоративно-прикладного и народного искусства, Москва, 2019
- ART SCIENCE Проект «2020 → 2070» — Роснано, Москва, 2019—2020
- «Озарения» — Всероссийский музей декоративно-прикладного и народного искусства, Москва, 2021[6]